# Avenida Hunts Point (línea Pelham)
No confundirse con la Avenida Hunters Point (línea Flushing)
Avenida Hunts Point es una estación en la línea Pelham del Metro de Nueva York de la División A del Interborough Rapid Transit Company. La estación se encuentra localizada en el barrio Hunts Point, Bronx y entre la Avenida Hunters Point y Southern Boulevard. La estación es servida en varios horarios por diferentes trenes de los servicios  y .

## Enlaces externos

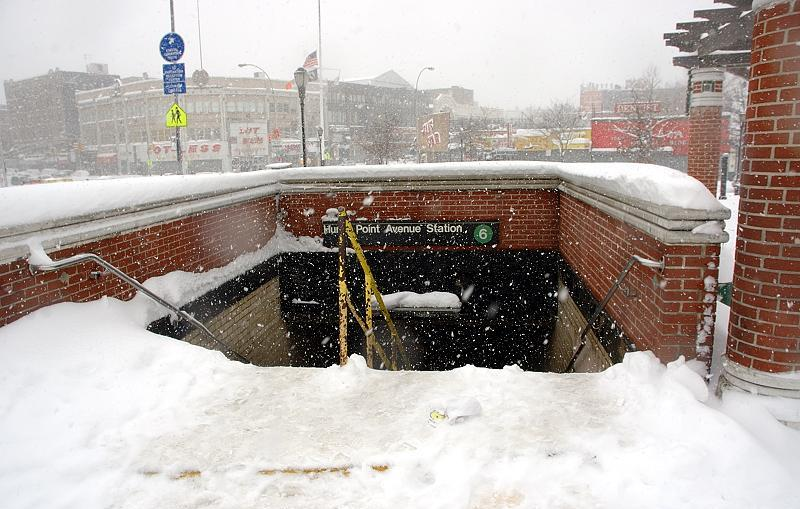
Escalera de la Avenida Hunts Point en invierno